# 홍수희
홍수희는 대한민국의 시인이다. 1995년 문예지 한국시에서 신인상을 수상하면서 등단하였다.  이육사문학상 본상, 부산가톨릭문학상 본상을 수상하였다.
부산가톨릭 문인협회, 부산 문인협회, 부산 시인협회, 국제펜클럽 한국본부 회원이다.

## 저서
- 달력 속의 노을(1997, 도서출판 빛남)
- 아직 슬픈 그대에게 보내는 편지(2003, 도서출판 띠앗)
- 이 그리움을 그대에게 보낸다(2007, 도서출판 한솜)
- 생일을 맞은 그대에게(2019, 도서출판 해드림)

## 참고
- 공식 홈페이지 하이얀 세상 http://cafe.daum.net/haiyansesang